# بیت پیترز
بیت پیترز (انگلیسی: Beate Peters؛ زادهٔ ۱۲ october ۱۹۵۹ (۶۵ سال)) ورزشکار دو و میدانی اهل آلمان است.
وی در مسابقات کشوری و بین‌المللی در مجموع برندهٔ ۱ مدال طلا شده‌است.

## زندگی
وی در مسابقات جهانی دو و میدانی ۱۹۸۳ و بازی‌های المپیک تابستانی ۱۹۸۴ هفتم شد. او سپس در مسابقات قهرمانی اروپا ۱۹۸۶ و مسابقات جهانی دو و میدانی ۱۹۸۷ مدال برنز گرفت. او همچنین در المپیک ۱۹۸۸ شرکت کرد، اما به فینال نرسید.
وی در سال ۱۹۸۵ و ۱۹۸۶ قهرمان آلمان غربی شد.
او نماینده باشگاه‌های دورتموند و TV Wattenscheid بود.
بهترین پرتاب شخصی وی ۶۹٫۵۶ متر در رشته پرتاب نیزه بود که در ژوئیه ۱۹۸۶ در برلین انجام شد.
این رکورد او رتبه دهم در میان پرتاب کنندگان نیزه آلمان، پس از پترا فلکه (صاحب رکورد جهانی) ، آنته کمپه، زیلکه رنک، بیته کوچ، کارن فورکل، تانجا داماسکه، روت فوکس، اینگرید تیسن و سوزان یونگ است.

## زندگی خصوصی
بیت پیترز آشکارا لزبین است و با سابین براون ورزشکار بازنشسته هفت‌گانه زندگی می‌کند.

## دستاوردها
| سال                | مسابقه                            | محل برگزاری        | مقام               | توضیحات            |
| نماینده آلمان غربی | نماینده آلمان غربی                | نماینده آلمان غربی | نماینده آلمان غربی | نماینده آلمان غربی |
| ------------------ | --------------------------------- | ------------------ | ------------------ | ------------------ |
| ۱۹۸۳               | مسابقات جهانی دو و میدانی ۱۹۸۳    | هلسینکی            | هفتم               | ۶۲٫۴۲ متر          |
| ۱۹۸۴               | دوومیدانی در المپیک تابستانی ۱۹۸۴ | لس آنجلس           | هفتم               | ۶۲٫۳۴ متر          |
| ۱۹۸۸               | دوومیدانی در المپیک تابستانی ۱۹۸۸ | سئول               | چهاردهم            | ۶۰٫۲۰ متر          |